# Sacripante
Sacripante (in francese Sacripant) è un personaggio della letteratura epico-cavalleresca che compare nell’Orlando innamorato di Boiardo ed è successivamente ripreso nell’Orlando furioso di Ariosto.

## Descrizione del personaggio
La sua figura è quella di un re saraceno di Circassia, fortissimo guerriero.
Al pari di altri personaggi maschili del poema ariostesco (cristiani e saraceni) è innamorato della bella Angelica. Egli è convinto che, mentre si trovava momentaneamente in Oriente, Orlando abbia preso la donna da lui amata.
In difesa di Angelica compie straordinarie prodezze, senza riuscire mai, tuttavia, a conquistarne l'amore.

## Usi proverbiali e retorici
Il suo nome è diventato proverbiale, nella lingua italiana, trasformandosi in un nome comune che viene solitamente usato per indicare, spesso in contesti scherzosi, qualcuno dalla forza smisurata, che incute paura, o una persona vanagloriosa, un tipo cioè "smargiasso", o "spaccone". Un simile fenomeno deonomastico è avvenuto in francese col sostantivo comune sacripant.
Il termine "sacripante", anche se raramente, compare come interiezione e, in alcuni contesti regionali, come disfemismo.
Dal nome proprio del personaggio deriva anche la forma "sacripantìa". Si tratta di un sostantivo astratto del linguaggio letterario del Novecento, che ricorre raramente col significato di "atteggiamento caratterizzato da ostentazione di anticonformismo provocatorio in àmbito culturale" (uso attestato in Riccardo Bacchelli).
Sempre nell'uso letterario è attestato, occasionalmente, l'aggettivo "sacripantesco" (in Antonio Baldini), col significato di  "anticonformista, dissacratorio" e del verbo "sacripantare" (in Carlo Emilio Gadda), col significato di "prorompere in urla o escandescenze".
Viene esclusa, invece, l'asserita esistenza di una figura retorica chiamata "sacripanza", con cui si vorrebbe ipoteticamente indicare un'ovvietà non richiesta, usata per indurre timore nell'interlocutore.

## Fortuna del personaggio
Sacripante è anche il nome di un personaggio borioso e vanaglorioso della Secchia rapita (1622), poema eroicomico di Alessandro Tassoni, da cui Gastone Boccherini, un secolo dopo, avrebbe tratto il libretto per il dramma eroicomico in tre atti La secchia rapita (1722), musicato da Antonio Salieri.
La forma Sacrapant ricorre anche come nome di un mago nell'opera teatrale The Old Wives' Tale di George Peele, pubblicata intorno al 1595. Miss Sacripant è, invece, il nome di un costume del teatro di varietà col quale, in giovinezza, Odette de Crecy, la cocotte della Ricerca del tempo perduto di Proust, aveva posato da modella en rôle travesti per un acquerello del pittore Elstir di Nizza.

## Nella cultura di massa
- Nello sceneggiato televisivo del 1975 diretto da Luca Ronconi, Sacripante è interpretato da Giacomo Piperno.